# Зеек, Отто
Отто Зеек (нем. Otto Karl Seeck; 2 февраля 1850, Рига — 29 июня 1921, Мюнстер) — немецкий историк, известный своими трудами по истории поздней античности.

## Биография
Отто Зеек родился 2 февраля 1850 года в городе Риге в семье часовщика и владельца фабрики Фридриха Вильгельма Зеека (1793—1859) и его жены Оттилии (1820—1902). Начав обучение на химика в Дерптском университете, он продолжил обучение у знаменитого историка Теодора Моммзена в Берлинском университете, где в 1872 году получил учёную степень за работу по Notitia Dignitatum. В 1877 году он защитил докторскую диссертацию в Берлине. 
При поддержке Моммзена он 1881 году стал преемником Теодора Хирша в Грайфсвальдском университете, получив преимущество перед другим претендентом на это место, К. Ю. Белохом. Моммзен, придерживаясь в целом невысокого мнения о следующим за ним поколении историков, высказываясь о них как о нем. «die junge Impotenz», «молодых импотентах», считал Зеека меньшим из зол. В связи с этим он пытался добиться поддержки для Зеека у своего зятя Ультриха фон Виламовиц-Мёллендорфа, который был первоначально против назначения Зеека.
В Грайфсвальде Зеек был вначале экстраординарным профессором, став ординарным с 1 октября 1885 года. В 1907 году он перешёл в недавно основанный Мюнстерский университет.
Многочисленный работы Зеека, посвящённые в основном поздней античности, чья социал-дарвинистическая направленность близка к взглядам Освальда Шпенглера, представляют в настоящее время интерес преимущественно с точки зрения истории науки, в своё время были достаточно влиятельны. Главный труд Зеека, шеститомная «История упадка античного мира» (нем. Geschichte des Untergangs der antiken Welt) до сих пор ценна своим охватом значительного количества источников, хотя её в целом негативный взгляд на рассматриваемый предмет в настоящее время отвергнут.
Усилиями Зеека было подготовлено издание Notitia Dignitatum, до сих пор считающееся стандартным. Сохраняют значение написанные им более 2000 статей для энциклопедии Паули-Виссова.

## Основные труды
- Quaestiones de notitia dignitatum. Dissertation, Berlin 1872.
- Notitia dignitatum. Accedunt notitia urbis Constantinopolitanae et laterculi provinciarum. Berlin 1876 (unveränderter Nachdruck Frankfurt am Main 1962.
- Die Kalendertafel der Pontifices. Berlin 1885.
- Die Quellen der Odyssee. Berlin 1887.
- Die Entwicklung der antiken Geschichtsschreibung und andere populäre Schriften. Berlin 1898.
- Die Briefe des Libanius zeitlich geordnet. Leipzig 1906.
- Regesten der Kaiser und Päpste für die Jahre 311 bis 476 n. Chr.: Vorarbeit zu einer Prosopographie der christlichen Kaiserzeit. Stuttgart 1919.
- Geschichte des Untergangs der antiken Welt. 6 Bände. Metzler, Stuttgart 1895—1920 (mehrere Neuauflagen; Nachdruck der Ausgabe von 1921: Primus-Verlag, Darmstadt 2000, ISBN 3-89678-161-8;Online-Version).